# Helius luniger
Helius luniger är en tvåvingeart som först beskrevs av Riedel 1914.  Helius luniger ingår i släktet Helius och familjen småharkrankar. Inga underarter finns listade i Catalogue of Life.